# セイカ
セイカは、サンスター文具株式会社のキャラクター文具を中心としたレーベルである。かつて存在した、キャラクター文具や各種文具の製造・販売を主な業務内容としていた株式会社セイカ（英語表記：SEIKA Co.,Ltd.）の事業を継承して成立。
株式会社セイカはバンダイナムコホールディングス（バンダイナムコHD）のグループ企業のひとつで、解散時の本社所在地は東京都台東区駒形2丁目5番4号。2007年時点での代表取締役は桃井信彦、従業員数は約50名だった。
なお、西華産業（せいか・さんぎょう）やセイカ食品とは、資本・人材を含め関連はない。

## 沿革
- 1920年（大正9年）9月 - 濱田末七により、現在の東京都台東区鳥越にて「濱田末七商店」として創業。
- 1942年（昭和17年）1月 - 有限会社濱末商店となる。
- 1957年（昭和32年）1月 - セイカノート株式会社に商号変更。
- 1975年（昭和50年）5月 - 東京都墨田区吾妻橋に本社々屋を移転。
- 2000年（平成12年）10月 - 株式会社バンダイと業務提携。
- 2001年（平成13年）
  - 5月 - 株式会社セイカに商号変更。
  - 11月 - 本社々屋を東京都千代田区岩本町に移転。
- 2007年（平成19年）9月 - 本社を台東区駒形に移転。
- 2008年（平成20年）10月 - サンスター文具との経営統合の検討を開始。
- 2009年（平成21年）1月 - バンダイナムコHDが3月1日を以てセイカを（実質的に）解散すると発表。1月1日、サンスター文具から社名変更したサンスターホールディングスが企画・製造・販売部門を新会社「サンスター文具」として分割。この会社にバンダイが出資し持分法適用会社化。最終的にセイカの事業を大多数を（新）サンスター文具に統合。「サンスター文具・セイカレーベル」としてブランド化し、会社組織としてのセイカは解散した[1]。

## 主力商品
2023年現在でも、ぬりえ（B5サイズ）、デッカぬりえ、らくがきんちょ!、パズル、スケッチブック、キャラクター学習帳、折り紙、千代紙、色画用紙、また年賀用品としてかるた、すごろく、福笑いなどを発売している。
「らくがきんちょ!」の商標は、サンスター文具になってからも継承されている。後述のアニメ作品以外だけでなく、ショウワノートの文具に使われているキャラクター（主なものは『シナモロール』『オシャレ魔女♥ラブandベリー』など）についても関連商品の製造・販売も行っている。

## ポプラディア学習帳
ポプラ社から発行されている『ポプラディア』とのコラボレーションによって誕生した、『ジャポニカ学習帳』同様のコンセプトを持つ学習帳であった。
百科事典ページはポプラディア編集部が担当し、子供にも分かりやすい構成になっていた。裏表紙にも百科事典ページがあり、生活の中での身近なものを採用していた。5つの色でカテゴリーを分けており、表紙も保護動物や遺跡など、カテゴリーごとに異なっていた。また、「エコマーク」や「ベルマーク運動」に参加していた商品でもあった。

## キャラクター文具

### 社外版権
セイカの濱田順平によると1953年頃、極東ノート（現 キョクトウ・アソシエイツ）の『月光仮面』のノートがヒットしたのに対抗して、ディズニーと契約し、そのキャラクターを使いだしたのが同社のキャラクター文具の始まりである。
セイカは、東映動画（現 東映アニメーション）とは『西遊記』、虫プロダクション（旧・虫プロ）とは『鉄腕アトム』からそれぞれ取引があった。同社はキャラクタービジネスに疎かった両社にディズニー流のキャラクタービジネスを教え、日本のキャラクタービジネスの発展に大きな貢献を果たした。
濱田によると、同社がテレビ番組のスポンサーになったのは万創以降である。万創はテレビ番組のスポンサーになる事でその番組の商品化権を独占した事から、万創のようにスポンサーにならないと商品化権が得られなくなったため、やむを得ずスポンサーになる必要が生じた。
最近はバンダイのグループ企業であったためか、プリキュアシリーズ・スーパー戦隊シリーズ・ウルトラシリーズ・キン肉マンシリーズ・ケロロ軍曹など、バンダイがメインスポンサーとして参加しているテレビアニメや特撮番組の関連文具を発売する事が多かった。ただし、『ぷるるんっ!しずくちゃん』などのように、バンダイが関わっていないアニメのスポンサーに参加する場合もある。
バンダイとの業務提携前は、『愛天使伝説ウェディングピーチ』・『ニャニがニャンだー ニャンダーかめん』・『メダロット』・『魔神英雄伝ワタル』シリーズ・『ママは小学4年生』・『Bビーダマン爆外伝』など、トミーやタカラがメインスポンサーのアニメにも多く関わっていた。バンダイナムコグループ傘下となった後はしばらく、この2社の後身であるタカラトミー関連のアニメに関する取り扱いが無かったが、2010年には同社のアーケードゲーム『プリティーリズム・ミニスカート』の文具を発売していた。
2007年現在バンダイ関連以外でセイカが関わっていたアニメ作品（特撮作品も含む）は、ディズニーキャラクター（『くまのプーさん』『ミッキーマウス』など）の他、『アンパンマン』・『しずくちゃん』・『ぜんまいざむらい』など数作ほどであった。
スーパー戦隊シリーズとの関わり合いは長く、セイカは1975年スタートの第1作『秘密戦隊ゴレンジャー』以来、30年以上に亘って同シリーズの文具を製造し続けている。これは、セイカが関与したテレビ番組の中では最長と推測される。また、ABCの日曜朝のアニメには、第1作の『とんがり帽子のメモル』以来全てに関与。いずれの番組枠にも、サンスター文具との経営統合後もスポンサーとして参加している。
『～メモル』などの他に旧セイカ・セイカノートが関与した東映動画・東映アニメーション作品も多数あるが、特に『ゲゲゲの鬼太郎』シリーズには第1作（1968年–1969年）から関わり、第4作（1996年–1998年）まではセイカが単独で関与した。第5作（2007年–2009年）での文具製造元はショウワノートに変更されたが、それぞれ商品展開を行っていた。セイカとショウワが共に関与している番組は『おじゃる丸』や『忍たま乱太郎』、『名探偵コナン』など、それほど多くない。
1970–1980年代に同社がスポンサーとして関与し、グッズ製造も手掛けたアニメ作品・特撮作品で有名なものには、『仮面ライダー』・『仮面ライダーV3』・『仮面ライダーX』などの初期の仮面ライダーシリーズや、『機動戦士ガンダム』に代表されるサンライズロボットアニメ路線の他、『魔法の天使クリィミーマミ』に始まるぴえろ魔法少女シリーズなどがあった。また、1990年代やそれ以降（2000年～）にスポンサーとして関わったアニメ作品の中には、『美少女戦士セーラームーン』シリーズや『おジャ魔女どれみ』シリーズといった大ヒットシリーズもあった。
NHK教育テレビのオリジナルアニメについては、『飛べ!イサミ』と『YAT安心!宇宙旅行』では文具販売を手掛けている。そして、『コレクター・ユイ』からはショウワノートに変更となっているが、『カスミン』と『無人惑星サヴァイブ』では再びセイカに戻っている。
1988年の『魔神英雄伝ワタル』についても、1997年の『超魔神英雄伝ワタル』まで文具販売を担っており、2020年の『魔神英雄伝ワタル 七魂の龍神丸』と2025年の『魔神創造伝ワタル』はサンスター文具が販売している。

### 自社オリジナルグッズ
1980年代後半から1990年代初頭（ファッションララのみ1998年春まで）にかけて、アニメ制作会社のスタジオぴえろ（現:ぴえろ）や葦プロダクション（プロダクション リードへの改名を経て旧社名に復帰）、東映アニメーションなどの原案による魔法少女ものの「オリジナル・キャラクター」を起用した文具も製造しており、デザイン・原画を只野和子や伊藤郁子、近永早苗などプロのアニメーターが手掛けていた。内容は発表順に、以下の通り。
- ファッションララシリーズ
  - ファッションララ リトルスターズ
  - 魔法のデザイナーファッションララ
- 魔法のステージ アイドルココ
- おてんば魔女トワイライトマリー
- おまじないアイドル リリカルレナ[3]
  - リリカルレナ エンゼルパーティー
- 星のデュエット ファニーツイン

なお『魔法のデザイナーファッションララ』は、後に『ハーバーライト物語』としてOVA化された。1998年には『ファッションララ』と『アイドルココ』の設定を基にテレビアニメ『魔法のステージ ファンシーララ』が製作され、文具もセイカノートにて製造・販売された。
これらのオリジナルブランドはサンスター文具との経営統合の際に企画が消滅しているが、セイカのオリジナル・キャラクター自体はコンセプトこそ変化しているものの、『フコウモリ』などバンダイや小学館などとの共同企画による商品展開はサンスター文具との経営統合後の現在も続けられている。